# 211-й гвардейский истребительный авиационный полк
211-й гвардейский истребительный авиационный Ярославский орденов Суворова и Кутузова полк (211-й гв. иап) — воинская часть Военно-воздушных сил (ВВС) Вооружённых Сил РККА, принимавшая участие в боевых действиях Великой Отечественной войны.

## Наименования полка
За весь период своего существования полк несколько раз менял своё наименование:
- 9-й истребительный авиационный полк;
- 9-й Ярославский истребительный авиационный полк;
- 211-й гвардейский истребительный авиационный Ярославский полк;
- 211-й гвардейский истребительный авиационный Ярославский ордена Кутузова полк;
- 211-й гвардейский истребительный авиационный Ярославский орденов Суворова и Кутузова полк;
- Полевая почта 78699.

| И-153 | И-15 бис | И-16 | Харрикейн |

## Создание полка
211-й гвардейский истребительный авиационный Ярославский полк образован переименованием 27 октября 1944 года 9-го Ярославского истребительного авиационного полка в гвардейский за образцовое выполнение боевых задач и проявленные при этом мужество и героизм

## Расформирование полка
211-й гвардейский истребительный авиационный Ярославский орденов Суворова и Кутузова полк 16 марта 1947 года был расформирован в составе 23-й гвардейской истребительной авиационной дивизии 2-й воздушной армии Центральной группы войск (Австрия)

## В действующей армии
В составе действующей армии:
- с 27 октября 1944 года по 11 мая 1945 года.

## Командиры полка
- майор Пантелеев Всеволод Иванович[6], 19.10.1940 — 12.1941
- майор Боровченко Григорий Трофимович[6], 12.1941 — 28.03.1942
- майор, подполковник Тимофеев Сергей Иванович[6], 04.1942 — 27.11.1944
- майор Захарьев Василий Георгиевич[6], 27.11.1944 — 31.12.1945

## В составе соединений и объединений
| Период        | Фронт (округ)            | армия               | корпус                                            | дивизия                                             | примечание                               |
| ------------- | ------------------------ | ------------------- | ------------------------------------------------- | --------------------------------------------------- | ---------------------------------------- |
| 08.07.1944 г. | 1-й Украинский фронт     | 8-я воздушная армия | 7-й истребительный авиационный корпус             | 304-я истребительная авиационная дивизия            | Р-39 «Аэрокобра»                         |
| 27.10.1944 г. | 1-й Украинский фронт     | 8-я воздушная армия | 6-й гвардейский истребительный авиационный корпус | 23-я гвардейская истребительная авиационная дивизия | Р-39 «Аэрокобра»                         |
| 11.05.1945 г. | 1-й Украинский фронт     | 8-я воздушная армия | 6-й гвардейский истребительный авиационный корпус | 23-я гвардейская истребительная авиационная дивизия | Австрия, Р-39 «Аэрокобра»                |
| 10.06.1945 г. | Центральная группа войск | 2-я воздушная армия |                                                   | 23-я гвардейская истребительная авиационная дивизия | Австрия, Р-39 «Аэрокобра»                |
| 16.03.1947 г. | Центральная группа войск | 2-я воздушная армия |                                                   | 23-я гвардейская истребительная авиационная дивизия | Австрия, Р-39 «Аэрокобра», расформирован |

## Участие в операциях
- Карпатско-Дуклинская операция — с 27 октября 1944 года по 28 октября 1944 года.
- Висло-Одерская операция — с 12 января 1945 года по 3 февраля 1945 года.
- Сандомирско-Силезская операция — с 12 января 1945 года по 3 февраля 1945 года.
- Нижне-Силезская наступательная операция — с 8 февраля 1945 года по 24 февраля 1945 года.
- Верхне-Силезская наступательная операция — с 15 марта 1945 года по 31 марта 1945 года.
- Берлинская наступательная операция — с 16 апреля 1945 года по 8 мая 1945 года.
- Пражская операция — с 6 мая 1945 года по 11 мая 1945 года.

## Награды

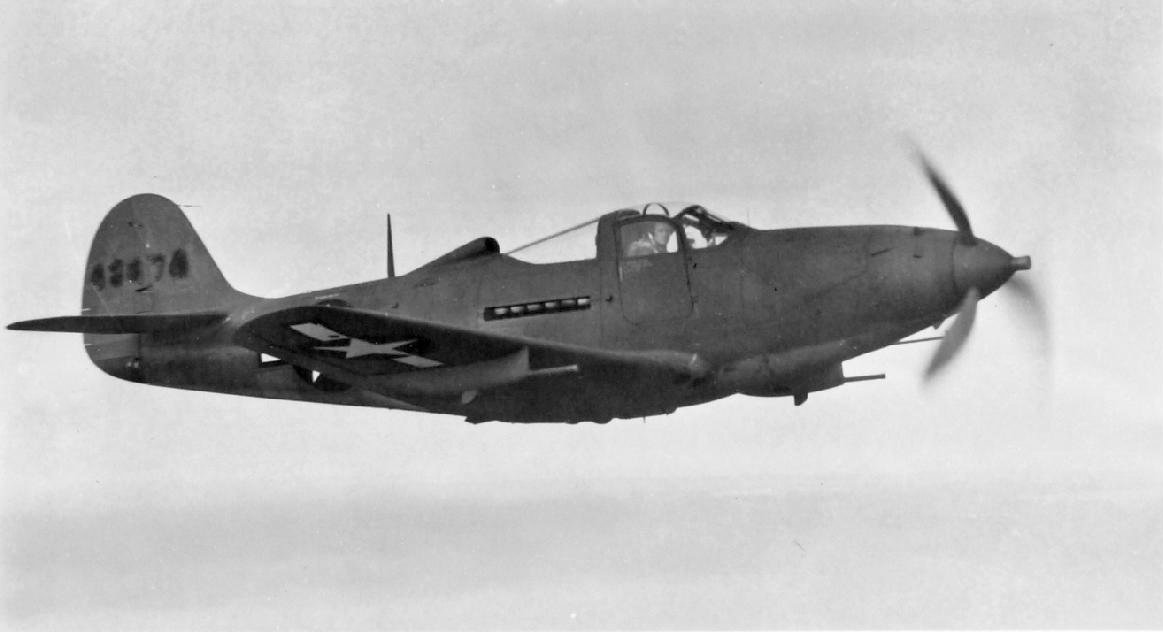
Р-39 Аэрокобра

- 211-й гвардейский Ярославский истребительный авиационный полк 19 февраля 1945 года за образцовое выполнение боевых заданий командования в боях с немецкими захватчиками за овладение городами Оппельн, Равич, Трахенберг и проявленные при этом доблесть и мужество Указом Президиума Верховного Совета СССР награждён орденом Кутузова III степени[7]
- 211-й гвардейский истребительный авиационный Ярославский ордена Кутузова полк Указом Президиума Верховного Совета СССР от 4 июня 1945 года за образцовое выполнение заданий командования в боях с немецкими захватчиками при овладении столицей Германии городом Берлин и проявленные при этом доблесть и мужество награждён орденом Суворова III степени[8].

## Благодарности Верховного Главнокомандующего

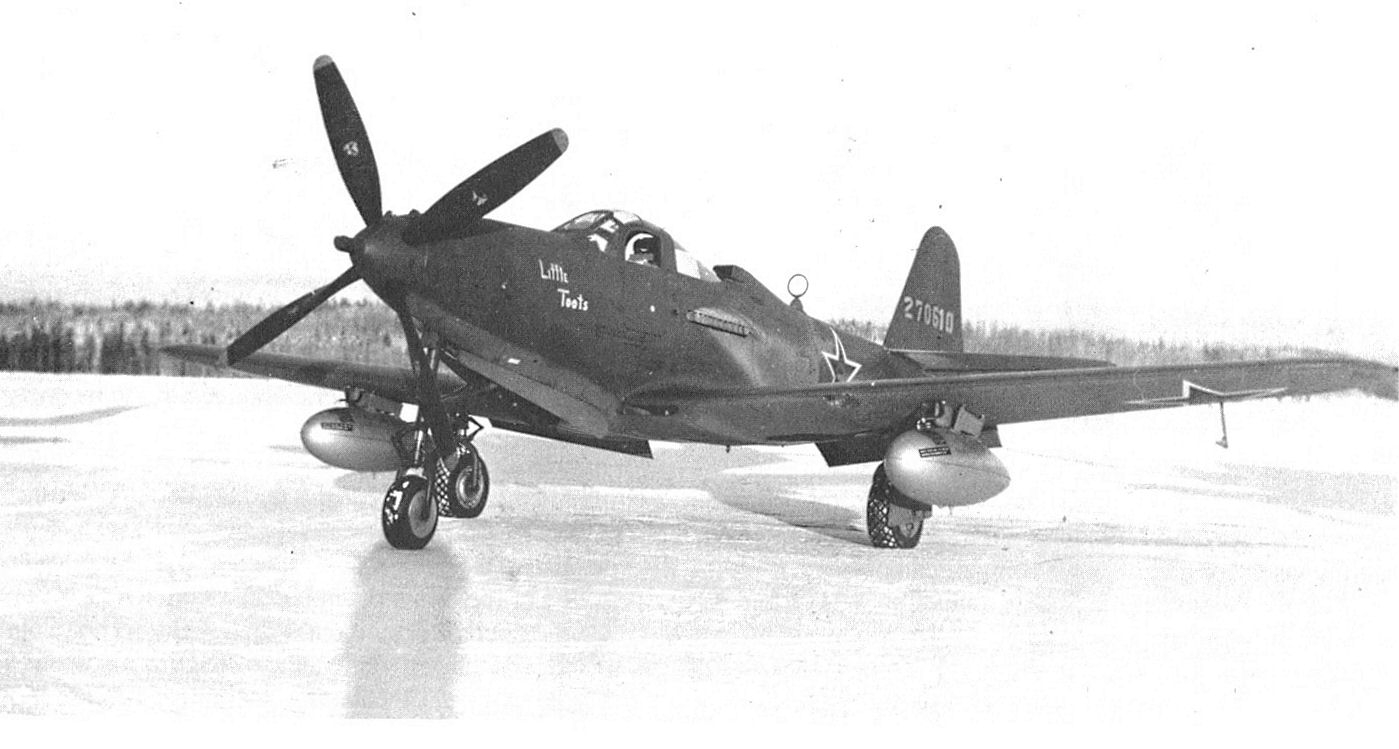
Bell P-63 Кингкобра

Верховным Главнокомандующим дивизии объявлены благодарности:
- За разгром окружённой группировки противника юго-западнее Оппельна и овладении в Силезии городами Нойштадт, Козель, Штейнау, Зюльц, Краппитц, Обер-Глогау, Фалькенберг[9]

## Статистика боевых действий
Всего за годы Великой Отечественной войны полком:
| Выполнено боевых вылетов | Сбито самолётов в воздухе | Уничтожено самолётов всего |
| ------------------------ | ------------------------- | -------------------------- |
| 8387                     | 226                       | 229                        |

Свои потери:
| Потеряно самолётов, всего | Погибло лётчиков всего | Погибло лётчиков в воздушных боях | Не вернулись с боевого задания | Погибло при налётах и прочие небоевые потери | Погибло в авиакатастрофах |
| ------------------------- | ---------------------- | --------------------------------- | ------------------------------ | -------------------------------------------- | ------------------------- |
| 73                        | 41                     | 13                                | 12                             | 2                                            | 2                         |

## Базирование
| Период        | Аэродром                 |
| ------------- | ------------------------ |
| 5.45 — 7.45   | Жары, Польша             |
| 1.7.45 — 8.46 | Фельс-ам-Ваграм, Австрия |
| 8.46 — 3.47   | Винер-Нойштадт, Австрия  |

## Самолёты на вооружении
| Период      | Самолёты             |
| ----------- | -------------------- |
| 1939 — 1942 | И-16, И-15бис, И-153 |
| 1941 — 1943 | Хоукер Харрикейн     |
| 1943 — 1946 | P-39 Airacobra       |
| 1946 — 1947 | P-63 Kingcobra       |